# Miroslava Jaškovská
Miroslava Jaškovská, (née le 5 mars 1955 à Čeladná) est une ancienne fondeuse tchèque.

## Championnats du monde
- Championnats du monde de ski nordique 1974 à Falun 
  -  Médaille de bronze en relais 4 × 5 km.